# グエン・コン・フオン
グエン・コン・フオン（阮公鳳、ベトナム語：Nguyễn Công Phượng / 阮公鳳、1995年1月21日 - ）は、ベトナム・ゲアン省出身のプロサッカー選手。Vリーグ2・ビンフオックFC所属。ポジションはフォワード。ベトナム代表。
J2リーグ・水戸ホーリーホック時代の登録名はグエン・コンフォン、Kリーグ時代の登録名はコンフオン（ハングル: 콩푸엉）、J1リーグ・横浜FC時代の登録名はグエン・コンフオン。

## クラブ経歴
2007年、アーセナルFCとJMGアカデミー、ホアン・アイン・ザライ・グループ（HAGLグループ）によって創設されたHAGLアーセナルJMGアカデミー（現：HAGL JMGアカデミー）に入団した。2010年6月、グエン・コン・フオンとグエン・トゥアン・アインはJMGアカデミーの優秀選手に選ばれ、マリで行われた海外トレーニングに参加した。2012年、コン・フオンとトゥアン・アイン、ルアン・スアン・チュオン、チャン・フー・ドン・チエウの4選手がアーセナル・ユースチームの練習に参加した。
2014年11月、グエン・コン・フオンの年齢について年齢詐称疑惑（1993年生まれの21歳説）が報じられたが、調査の結果、1995年1月21日生まれの19歳であることが証明された。
2015年1月4日、プロデビュー戦となったVリーグ2015開幕戦のサンナ・カインホアFC戦でVリーグ初出場初得点を含む2ゴールを記録した。
2016年にJリーグの水戸ホーリーホックに期限付き移籍。しかし、シーズン終了後に期限付き移籍期間満了により退団。
2019年2月13日、1年ローンで仁川ユナイテッドFCに加入。しかし、6月にこの契約は打ち切られ、7月5日にベルギーのシント＝トロイデンVVにローンで移籍。ここでもトップチームで出場機会を得ることはできず、2020年1月6日にホーチミン・シティFCへの期限付き移籍が決定した。
2022年12月25日、横浜FCに完全移籍で加入することが発表された。
2024年9月22日、Vリーグ2（ベトナム2部）のビンフオックFCに移籍することを発表。

## 代表経歴
2013年10月、AFC U-19選手権2014予選で7ゴールを決め、得点王に輝いた。台湾戦でハットトリックを達成、香港戦とオーストラリア戦で2ゴールを決めた。
2014年3月5日、ロンドンで行われたU-19サッカーベトナム代表とU-19アーセナルFCの親善試合で2ゴールを記録した。同10日のU-19AFCウィンブルドン戦、同20日のU-19バーミンガム・シティFC戦でもゴールを決めた。U-19ウィンブルドンの選手からは「ベトナムのメッシ」と称えられた。
2014年8月、ハサナル・ボルキアカップでチーム得点王のホー・トゥアン・タイ（5ゴール）に次ぐ3ゴールを決め、準優勝に貢献した。
2014年9月、AFF U-19ユース選手権・グループリーグのオーストラリア戦で決勝ゴールを決めた。日本戦でも2試合連続となるゴールを決めたが、2-3で敗れた。ベトナムは決勝戦でも表原玄太のゴールで日本に0-1で敗れ、優勝を逃した。
2014年10月、AFC U-19選手権2014に出場したが、エースとして期待されたグエン・コン・フオンは韓国、日本、中国相手に無得点に終わり、黄金世代として2015 FIFA U-20ワールドカップ出場権獲得を期待されたチームもグループリーグ最下位で敗退した。
2014年12月、U-23ベトナム代表に招集され、AFC U-23選手権2016に出場した。

## 個人成績
| 国内大会個人成績 | 国内大会個人成績     | 国内大会個人成績 | 国内大会個人成績 | 国内大会個人成績 | 国内大会個人成績 | 国内大会個人成績 | 国内大会個人成績 | 国内大会個人成績 | 国内大会個人成績 | 国内大会個人成績 | 国内大会個人成績 |
| 年度             | クラブ               | 背番号           | リーグ           | リーグ戦         | リーグ戦         | リーグ杯         | リーグ杯         | オープン杯       | オープン杯       | 期間通算         | 期間通算         |
| 年度             | クラブ               | 背番号           | リーグ           | 出場             | 得点             | 出場             | 得点             | 出場             | 得点             | 出場             | 得点             |
| ベトナム         | ベトナム             | ベトナム         | ベトナム         | リーグ戦         | リーグ戦         | リーグ杯         | リーグ杯         | オープン杯       | オープン杯       | 期間通算         | 期間通算         |
| ---------------- | -------------------- | ---------------- | ---------------- | ---------------- | ---------------- | ---------------- | ---------------- | ---------------- | ---------------- | ---------------- | ---------------- |
| 2015             | ホアンアイン・ザライ | 44               | V1               | 25               | 6                | -                | -                | 2                | 0                | 27               | 6                |
| 日本             | 日本                 | 日本             | 日本             | リーグ戦         | リーグ戦         | リーグ杯         | リーグ杯         | 天皇杯           | 天皇杯           | 期間通算         | 期間通算         |
| 2016             | 水戸                 | 16               | J2               | 5                | 0                | -                | -                | 2                | 0                | 7                | 0                |
| ベトナム         | ベトナム             | ベトナム         | ベトナム         | リーグ戦         | リーグ戦         | リーグ杯         | リーグ杯         | オープン杯       | オープン杯       | 期間通算         | 期間通算         |
| 2017             | ホアンアイン・ザライ | 10               | V1               | 26               | 7                | -                | -                | 1                | 0                | 27               | 7                |
| 2018             | ホアンアイン・ザライ | 10               | V1               | 24               | 12               | -                | -                | 4                | 4                | 28               | 16               |
| 韓国             | 韓国                 | 韓国             | 韓国             | リーグ戦         | リーグ戦         | リーグ杯         | リーグ杯         | FA杯             | FA杯             | 期間通算         | 期間通算         |
| 2019             | 仁川ユナイテッド     | 23               | K1               | 8                | 0                | -                | -                | 1                | 0                | 9                | 0                |
| ベルギー         | ベルギー             | ベルギー         | ベルギー         | リーグ戦         | リーグ戦         | リーグ杯         | リーグ杯         | ベルギー杯       | ベルギー杯       | 期間通算         | 期間通算         |
| 2019-20          | シント・トロイデン   | 15               | ジュピラー       | 1                | 0                | -                | -                | 0                | 0                | 1                | 0                |
| ベトナム         | ベトナム             | ベトナム         | ベトナム         | リーグ戦         | リーグ戦         | リーグ杯         | リーグ杯         | オープン杯       | オープン杯       | 期間通算         | 期間通算         |
| 2020             | ホーチミン・シティ   | 21               | V1               | 12               | 6                | -                | -                | 2                | 1                | 14               | 7                |
| 2021             | ホアンアイン・ザライ | 10               | V1               | 12               | 6                | -                | -                | 0                | 0                | 12               | 6                |
| 2022             | ホアンアイン・ザライ | 10               | V1               | 13               | 5                | -                | -                | 2                | 0                | 15               | 5                |
| 日本             | 日本                 | 日本             | 日本             | リーグ戦         | リーグ戦         | リーグ杯         | リーグ杯         | 天皇杯           | 天皇杯           | 期間通算         | 期間通算         |
| 2023             | 横浜FC               | 28               | J1               | 0                | 0                | 1                | 0                | 0                | 0                | 1                | 0                |
| 2024             | 横浜FC               | 28               | J2               | 0                | 0                | 2                | 0                | 0                | 0                | 2                | 0                |
| 通算             | ベトナム             | ベトナム         | V1               | 115              | 42               | -                | -                | 11               | 5                | 126              | 47               |
| 通算             | 日本                 | 日本             | J1               | 0                | 0                | 1                | 0                | 0                | 0                | 1                | 0                |
| 通算             | 日本                 | 日本             | J2               | 5                | 0                | 2                | 0                | 2                | 0                | 9                | 0                |
| 通算             | 韓国                 | 韓国             | K1               | 8                | 0                | -                | -                | 1                | 0                | 9                | 0                |
| 通算             | ベルギー             | ベルギー         | ジュピラー       | 1                | 0                | -                | -                | 0                | 0                | 1                | 0                |
| 総通算           | 総通算               | 総通算           | 総通算           | 129              | 42               | 3                | 0                | 14               | 5                | 146              | 47               |

## 代表歴
- U-19ベトナム代表
  - 2013年 AFF U-19ユース選手権
  - 2014年 ハサナル・ボルキアカップ
  - 2013年 AFC U-19選手権2014 (予選)
  - 2014年 AFC U-19選手権2014
- U-23ベトナム代表
  - 2014年 AFC U-23選手権2016
  - 2018年 AFC U-23選手権2018
- ベトナム代表

### 試合数
- 国際Aマッチ 56試合 12得点（2015年-）[16]

| ベトナム代表 | 国際Aマッチ | 国際Aマッチ |
| 年           | 出場        | 得点        |
| ------------ | ----------- | ----------- |
| 2015         | 2           | 0           |
| 2016         | 7           | 1           |
| 2017         | 6           | 2           |
| 2018         | 9           | 3           |
| 2019         | 11          | 2           |
| 2020         | 0           | 0           |
| 2021         | 13          | 3           |
| 2022         | 6           | 0           |
| 2023         | 2           | 1           |
| 通算         | 56          | 12          |